# Adobe Creative Suite
Adobe Creative Suite var en paketering av programvaror för grafisk formgivning och -design från programvaruföretaget Adobe (tidigare Adobe Systems). Programvarorna används av kreatörer inom reklam-, webb- och mediaområdet för både professionella och enklare produktioner.
Den första versionen av programpaketet presenterades 2003 och det har senare släppts i flera versioner och varianter. Den sista versionen är Adobe Creative Suite 6 som introducerades den 22 april 2012. Den 6 maj 2013 meddelade Adobe att man skulle lägga ner Creative Suite och sluta sälja tillhörande evighetslicenser, till förmån för den nya prenumerationstjänsten Adobe Creative Cloud.
Beslutet att sluta sälja evighetslicenser möttes av omfattande protester inom berörda branscher med ett antal protestlistor. I synnerhet innebar den nya licensmodellen en prishöjning för den som bara använde ett fåtal program som de sällan uppgraderade.

## Utgåvor
Nedan visas en matris med programmen som ingår i varje utgåva (för CS4). 
|                                         | Design  | Design   | Web     | Web | Production Premium | Master Collection |
| Standard                                | Premium | Standard | Premium |     | Production Premium | Master Collection |
| Photoshop CS4                           |         |          |         |     |                    |                   |
| Photoshop CS4 Extended                  |         |          |         |     |                    |                   |
| Illustrator CS4                         |         |          |         |     |                    |                   |
| InDesign CS4                            |         |          |         |     |                    |                   |
| Acrobat 9 Pro                           |         |          |         |     |                    |                   |
| Flash CS4 Professional                  |         |          |         |     |                    |                   |
| Dreamweaver CS4                         |         |          |         |     |                    |                   |
| Fireworks CS4                           |         |          |         |     |                    |                   |
| Contribute CS4                          |         |          |         |     |                    |                   |
| After Effects CS4                       |         |          |         |     |                    |                   |
| Premiere Pro CS4                        |         |          |         |     |                    |                   |
| Soundbooth CS4                          |         |          |         |     |                    |                   |
| OnLocation CS4                          |         |          |         |     |                    |                   |
| Encore CS4                              |         |          |         |     |                    |                   |
| Delade funktioner, tjänster och program |         |          |         |     |                    |                   |
| Bridge CS4                              |         |          |         |     |                    |                   |
| Device Central CS4                      |         |          |         |     |                    |                   |
| Dynamic Link                            |         |          |         |     |                    |                   |
| Version Cue CS4                         |         |          |         |     |                    |                   |

## Historia

### Creative Suite 1 & 2
Första versionen av Adobe Creative Suite släpptes 2003. De första två versionerna (CS och CS2) släpptes i två utgåvor.
Standard Edition innehåller:
- Adobe Bridge
- Adobe Illustrator
- Adobe InDesign
- Adobe Photoshop
- Adobe Version Cue
- Designguide och övningshjälpmedel

Premium Edition innehåller även:
- Adobe Acrobat Professional
- Adobe Dreamweaver (från Creative Suite version 2.3)
- Adobe GoLive